# Национално знаме на Литва
Националното знаме на Литва се състои се от три еднакви цветни полета – жълто, зелено и червено, подредени в този ред водоравно от горе надолу, и има правоъгълна форма с отношение ширина към дължина 3:5. Жълтият цвят символизира светлината и слънцето, зеленият – тревата, а червеният кръвта, пролята за Литва.
Знамето на Литва е официален държавен символ на републиката, установен в чл. 15 на конституцията на страната, приет с референдум през 1992 г. и описан в закона за държавния флаг на Литва.

## История
Видът на Литовското национално знаме се оформя в периода 1917 – 1918 г. според правилата на хералдиката и в духа на Литовското народно творчество. През 1917 г., комисия, съставена от художници и обществени деятели, изработва проект за знаме, което се състои от червен и зелен цвят. Тези два цвята се срещат най-често в тъканите характерни за Литовското народно творчество. Към тях бил добавен и жълт цвят, който символизира зората. Жълто-зелено-червеният трикольор бил утвърден от Съвета на Литва на 19 април 1918 г. като временен флаг на страната. В този вариант знамето на Литва било утвърдено в конституциите от 1922 и 1928 г.
През 1940 г., с присъединяването на Литва към СССР, към знамето се добавя съветската емблема сърп и чук, а по-късно то изцяло се заменя от червен флаг със сърп и чук. През 1953 г. за знаме на Литва се приема червено знаме с бяло и зелено хоризонтални полета, което остава официално до 7 октомври 1988 г. На тази дата, жълто-зелено-червеният трикольор получава статут на официално знаме на Литовската ССР. След обявяване на независимостта на Литва трицветното знаме става отново официален символ на страната.

## Дизайн
Националното знаме на Литва се състои от три еднакви цветни полета – жълто, зелено и червено, подредени в този ред водоравно от горе надолу, и има правоъгълна форма с отношение ширина към дължина 3:5. Описанието е записано в Конституцията на страната приета на 12 ноември 1995 г.

Чл. 15 Цветовете на националното знаме са жълто, зелено и червено

Цветовете на знамето на Литва са определени от хералдическата комисия и дефинирани чрез цветовата схема Pantone
| Цвят | Официален цветови модел         | RGB цветови модел | HEX цветови модел |
| ---- | ------------------------------- | ----------------- | ----------------- |
|      | Pantone 15 – 0955 TP / 1235 c/u | (253, 185, 19)    | #FDB913           |
|      | Pantone 19 – 6026 TP / 349 c/u  | (0, 106, 68)      | #006A44           |
|      | Pantone 19 – 1664 TP / 180 c/u  | (193, 39, 45)     | #C1272D           |
|      |                                 | (0, 0, 0)         | #                 |
|      |                                 | (0, 0, 0)         | #                 |
|      |                                 | (0, 0, 0)         | #                 |

## Знаме през годините
- Знаме на Литва
(1918 – 1940)
(съотношение на страните 2:3)
- Знаме на Литовската ССР
(1940 – 1953)
(съотношение на страните 1:2)
- Знаме на Литовската ССР
(1953 – 1988)
(съотношение на страните 1:2)
- Знаме на Литва
(1988 – 2004)
(съотношение на страните 1:2)
- Знаме на Литва
(след 2004 г.)
(съотношение на страните 3:5)

## Използване
Официалното използване на Държавното знаме на Литва се регламентира със Закона за Държавното знаме. Съгласно този закон Националното знаме на Литва трябва да се издига постоянно над:
- Сейма на Литовската република,
- Резиденцията на президента на Литва,
- Правителството на Литва, министерствата и администрацията на областните управители,
- Конституционния съд
- Главната прокуратура,
- Националната банка на Литва,
- Главната избирателна комисия,
- в пунктовете за граничен контрол.